# Trading (Tontechnik)
Unter Trading versteht man in der Tontechnik das gegeneinander Aufwiegen unterschiedlicher Wahrnehmungseffekte beim Hören, was praktisch durch Anwendung des Haas-Effekts bei der Beschallung über eine Beschallungsanlage angewendet wird, um den Zuhörern die Schallrichtung der Bühnendarbietung zu erhalten.
Das menschliche Gehör benutzt mehrere verschiedene Verfahren zur Erkennung der Richtung, aus der ein Schallereignis eintrifft; vergleiche Lokalisation (Akustik). Diese Wahrnehmungsmechanismen reagieren auf unterschiedliche Kenngrößen wie Lautstärke und interaurale Laufzeitdifferenz. Mit elektronischen Mitteln ist es möglich, solche Größen unabhängig voneinander zu verändern. Das ermöglicht es, in Experimenten die verschiedenen Mechanismen der Richtungswahrnehmung so gegeneinander „auszuspielen“, dass trotz Veränderungen das wahrgenommene Hörereignis annähernd gleich bleibt.
Trading ist das gegeneinander gerichtete Wirken zweier Größen und somit das Gegenteil von Äquivalenz.

## Beschreibung
Beim Trading-Versuch wird durch eine vorgegebene feste Laufzeitdifferenz oder Pegeldifferenz das Hörereignis aus der Mitte der Lautsprecherbasis zwischen zwei Lautsprechern in eine bestimmte Richtung ausgelenkt und diejenige gegensinnige Laufzeit- oder Pegeldifferenz bestimmt, die notwendig ist, um das Hörereignis wieder in das „Center“ zurückzubringen, also um die Richtungsauslenkung durch gegensinnige Signale zu kompensieren. Trading ist das gegensinnige „Aushandeln“, also das Kompensieren von Δ t- und Δ L-Lautsprechersignalen. Das Verfahren wird verwendet, um etwas über das Hören von Schallwellen als Laufzeit-„Intensitäts“-Trading im Hörversuch zu erfahren. Helmut Haas hat sich 1949 bis 1951 in Göttingen ausgiebig mit diesem psychoakustischen Trading-Effekt befasst.
Man muss sich fragen, was diese – auch häufig mit Kopfhörern gemachten – Versuche aussagen, wenn festgestellt wird, welche Laufzeitdifferenz jeweils eine bestimmte Pegeldifferenz bzw. welche Pegeldifferenz eine bestimmte Laufzeitdifferenz kompensiert. Das auf diese Weise bestimmbare Verhältnis von Laufzeitdifferenz zu Pegeldifferenz in μs/dB wird Kompensationsfaktor oder Trading-Ratio genannt; siehe Haas-Effekt. Das heißt, das lautere Signal muss immer zeitlich später erscheinen; oder das leisere Signal immer zeitlich früher.
Dieser Kompensationsfaktor bei Lautsprechersignalen beträgt etwa Δ t / Δ L = 290 μs / dB.
Der Kompensationsfaktor ist von der Lautstärke und der Kurvenform der angebotenen Signale abhängig. Beim Kompensieren der Signale wirkt das zeitlich frühere Signal mit dem leiseren Signal bzw. das verzögerte Signal mit dem lauteren Signal gegensinnig (subtraktiv) zusammen. Die Größe der subtraktiven Kompensationssignale hat nichts mit der Größe der additiv gleichsinnig wirkenden Signale der Äquivalenz, also bei der gemischten Stereofonie zu tun. Der Trading-Kompensationsfaktor Δ t / Δ L ist etwa viermal größer als der Äquivalenzfaktor Δ t / Δ L. In der Literatur ist dieser Unterschied zwischen der Äquivalenz-Kurve und der Trading-Kurve bisher nicht beschrieben worden. Man scheint nur eine Δ t / Δ L -Kurve mit großer Streuung zu kennen und es heißt sogar recht verwirrend: „Diese Äquivalenz ist das sogenannte Trading“. Tonverantwortliche vermeiden das Trading in ihren Stereoaufnahmen, denn gegensinnige Δ t- und Δ L-Interchannel-Signaldifferenzen führen bei der Stereo-Lautsprecherwiedergabe zu verwaschenen, mehrdeutigen Hörereignissen mit geringer Lokalisationsschärfe. Hierbei sind unbedingt die wichtigen Daten der Lautsprechersignale im Stereo-Dreieck deutlich von den mit Kopfhörern erforschten interauralen Lateralisationssignalen zu trennen. Die Äquivalenz-Kurve und die Trading-Kurve haben verschiedenen Ursprung und gehören nicht in eine Darstellung.
Das gegensinnige Ausgleichen (kompensieren) von Δ t- mit Δ L-Signalen und umgekehrt für eine Mittenlokalisation hat einen Sinn bei den wissenschaftlichen Trading-Versuchen im reflexionsarmen Raum über Lautsprecher oder bei Lateralisations-Versuchen über Kopfhörer abgehört, wobei immer sehr unscharfe „unechte“ Phantomschallquellen in der Mitte lokalisiert werden.
Der Tradingeffekt ist für die Anwendung bei Stereoaufnahmen unbrauchbar. Dort wird zur Richtungserzeugung nutzbringend die Äquivalenz benutzt.
Bei der Äquivalenz der Stereofonie hingegen werden Pegel- und Laufzeitdifferenzen stets gleichsinnig kombiniert. Das heißt, das lautere Signal muss immer zeitlich früher erscheinen; oder das leisere Signal immer zeitlich später.
Große Abweichungen zwischen den Versuchsergebnissen sind auf die starken interindividuellen Schwankungen der Versuchspersonen, sowie die oft perkussiven Stimuli zurückzuführen, die bei dieser Art von Experimenten auftreten.